# به دنبال مرد لاغر
به دنبال مرد لاغر (به انگلیسی: After the Thin Man) فیلمی به کارگردانی دبلیو. اس. ون دایک محصول کشور ایالات متحده آمریکا با نقش‌آفرینی ویلیام پاول، میرنا لوی و جیمز استوارت است.

## داستان
نیک (ویلیام پاول) بر روی پرونده ناپدید شدن یک مرد و قتلی که به خانواده نورا متصل است تحقیق می‌کند.